# 동대문시장
동대문시장은 대한민국 서울특별시 종로4가와 청계4가에서 시작하여 동대문 인근까지 이어져있는 시장이다.

## 역사
1905년 김종한 외 3인이 광장주식회사를 설립하고 동대문시장(현재 광장시장)을 등록함으로써 최초의 근대 시장으로 출발하였다. 일제강점기에는 배오개시장으로 알려지기도 했는데, 전차의 부설과 한국전쟁 이후 근처에 평화시장 등이 생겨나면서 상권이 더 커져 남대문시장과 함께 서울의 양대 시장으로 발전하였다. 1990년대 상가 팀204가 건설되고, 이후 동대문길을 따라 아트프라자, 우노꼬레, 혜양엘리시움, 디자이너클럽, 프레야타운, 밀리오레, 두산타워 등도 들어서면서 시장과 주변이 복합현대화되었다.

## 같이 보기
- 대한민국의 시장 목록